# Шаарей-Цедек
Медичний центр «Шаарей-Цедек» (івр. מרכז רפואי שערי צדק) — лікарня, заснована в Єрусалимі на початку двадцятого століття. Лікарню «Шаарей-Цедек» відкрито в Єрусалимі 27 січня 1902 року. Засновником і директором лікарні протягом 45 років (до 1947 року) був д-р Моше Валах, який був центральною фігурою в історії медицини єврейського поселення на території Ізраїлю. У 1980 році лікарня була переміщена в західний район Єрусалиму, званий Баіт ва-Ган («будинок і сад»).

## Заснування лікарні
Будівля лікарні було побудовано в еклектичному стилі й вважалася особливо розкішною на ті часи. Лікарня була побудована на південній стороні однієї з центральних і довгих вулиць Єрусалиму — вулиці Яффо, на північ від району Шаарей-Цедек, ім'ям якого і названа сама лікарня. Будівля була побудована єврейськими будівельними підрядниками сімейства Фридланд, які були провідними в Єрусалимі в галузі будівництва в кінці дев'ятнадцятого і початку двадцятого століть.
Після переміщення лікарні в нову будівлю у 1980 році, колишню будівлю було оголошено будівлею, яка підлягає охороні, й на сьогоднішній день у ній засідають керівники управління телерадіомовлення Ізраїлю (IBA).

## Сучасний медичний центр

### Новий комплекс лікарні
Новий комплекс лікарні «Шаарей-Цедек» був побудований на території площею 45 000 квадратних метрів в центрі міста Єрусалима. Будівництво комплексу було завершено у 1979 році. Новий комплекс лікарні включає в себе кілька будівель, з'єднаних між собою надземними і підземними переходами. На території лікарняного комплексу є автостоянка, яка обслуговує як працівників лікарні, так і пацієнтів і відвідувачів. На території лікарняного комплексу розташована Школа медсестер, а також школа для дітей, госпіталізованих в дитячих відділеннях, або які потребують постійного перебування в лікарні, яка діє за підтримки міністерства освіти Ізраїлю.

### Діяльність лікарні
Згідно з наявними статистичними даними за 2007 рік, лікарня «Шаарей-Цедек» включає 30 спеціалізованих відділень, які мають 500 лікарняних місць. Щорічно близько 50 000 пацієнтів госпіталізуються у різних відділеннях лікарні. При лікарні діють 70 спеціалізованих інститутів і амбулаторних клінік, які обслуговують близько 150 тисяч пацієнтів на рік. У лікарні працюють, відповідно до даних за 2007 рік, понад 350 лікарів, 800 медсестер, 200 співробітників парамедицинских спеціальностей, 500 адміністративних працівників і обслуговуючого персоналу, а також сотні волонтерів.
До приймального відділення екстреної медичної допомоги звертаються щорічно близько 60 000 пацієнтів. Це приймальне відділення набуло популярність, надаючи невідкладну допомогу численним жертвам терористичних атак, які вразили Єрусалим. В ті часи нерідко можна було побачити, як на одному поверсі лікарні єврейські медпрацівники надають допомогу арабським терористам, які постраждали в ході організованого ними ж теракту або внаслідок зіткнення з силами ізраїльської армії, а на іншому поверсі арабські медпрацівники надають допомогу єврейським пацієнтам.
Медичний центр «Шаарей-Цедек» надає клінічну базу для медичних факультетів Єрусалимського університету і університету ім. Бен-Гуріона.

### Співробітники
Починаючи з 1991 р й впродовж близька 10 років у відділенні кардіоторакальної хірургії працював відомий російський кардіохірург і фахівець з анатомії серця професор Г. Е. Фальковський.

### Фінансово-економічний характер лікарні
Лікарня «Шаарей-Цедек» є некомерційною установою й не отримує фінансову допомогу з державного бюджету. Основною фінансовою базою лікарні є пожертвування. Збором пожертвувань займається відділення зв'язків з громадськістю, очолюване Урі Шварцем.